# Charles Frederick Burgess
Charles Frederick Burgess (n. 5 iunie 1873, Oshkosh, Wisconsin – d. 13 februarie 1945 Chicago, Illinois) a fost un chimist si inginer american cu contribuții de pionierat în inginerie electrochimică.